# Непал
Непа́л (непальск. नेपाल [neˈpaːl]), официальное название — Федерати́вная Демократи́ческая Респу́блика Непа́л (непальск. संघीय लोकतान्त्रिक गणतन्त्र नेपाल; Сангхия Локтантрик Ганатантра Непал) — государство в Южной Азии, в центральной части Гималаев. Граничит на севере с Китаем, на востоке, юге и западе с Индией. Столица — Катманду.
Официальный язык — непальский — родственен санскриту. 
Непал — член ООН (1955), МВФ (1961), МБРР (1961), СААРК (1985), ВТО (2004).

## Этимология
Существует несколько версий происхождения топонима «Непал».
Согласно одной из них, топоним происходит от санскритских основ -нипа («у подножья гор») и -алай («жилище», «обитаемое место») то есть «жилище у подножья горы», что соответствует географическим условиям страны.
По другой версии, слово «Непал» происходит от тибетского ниампал («святая земля»), что может быть связано с тем, что в Непале более 2 500 лет назад родился Сиддхартха Гаутама, ставший известным как Будда.

## География

### Местоположение

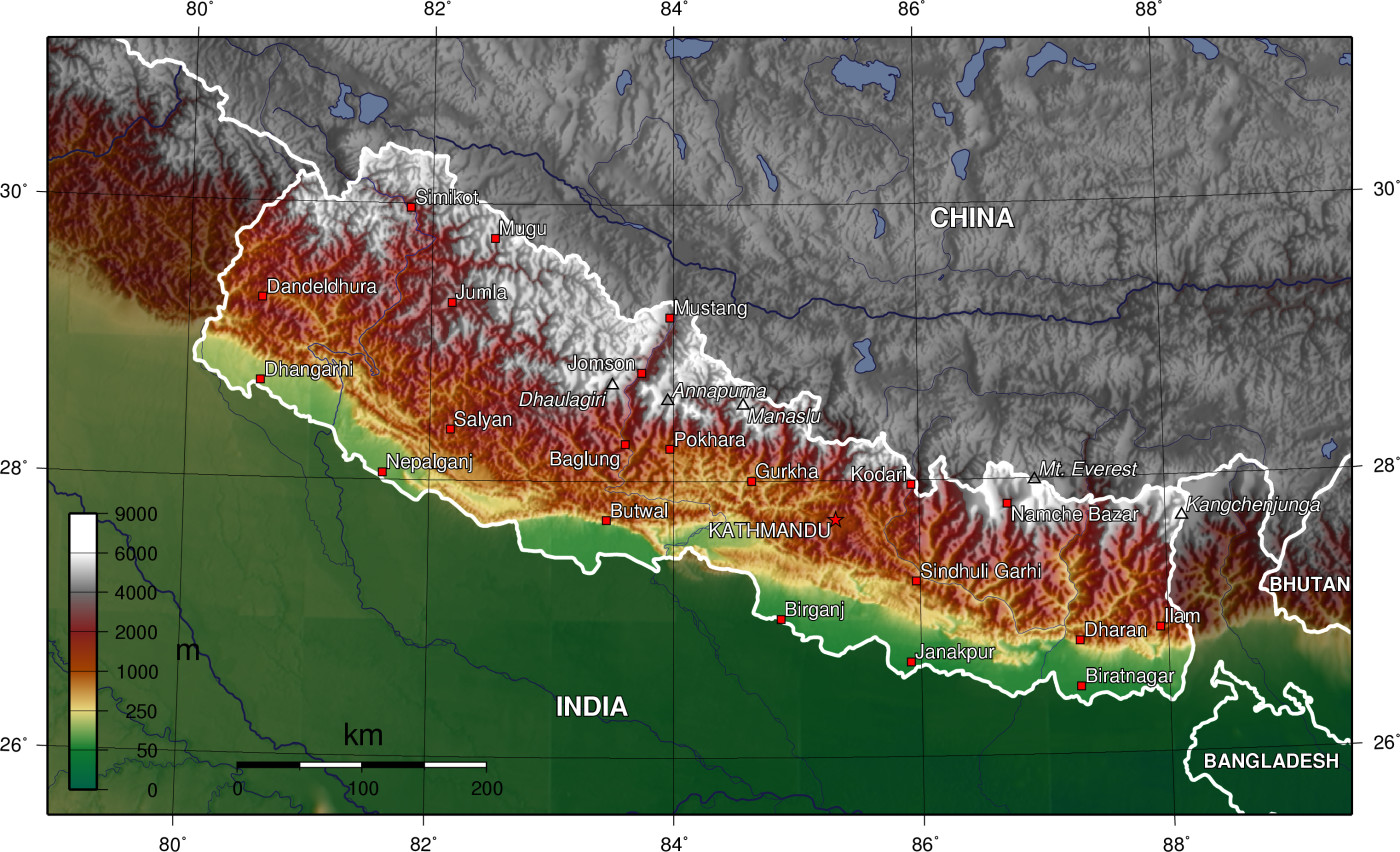
Топографическая карта Непала

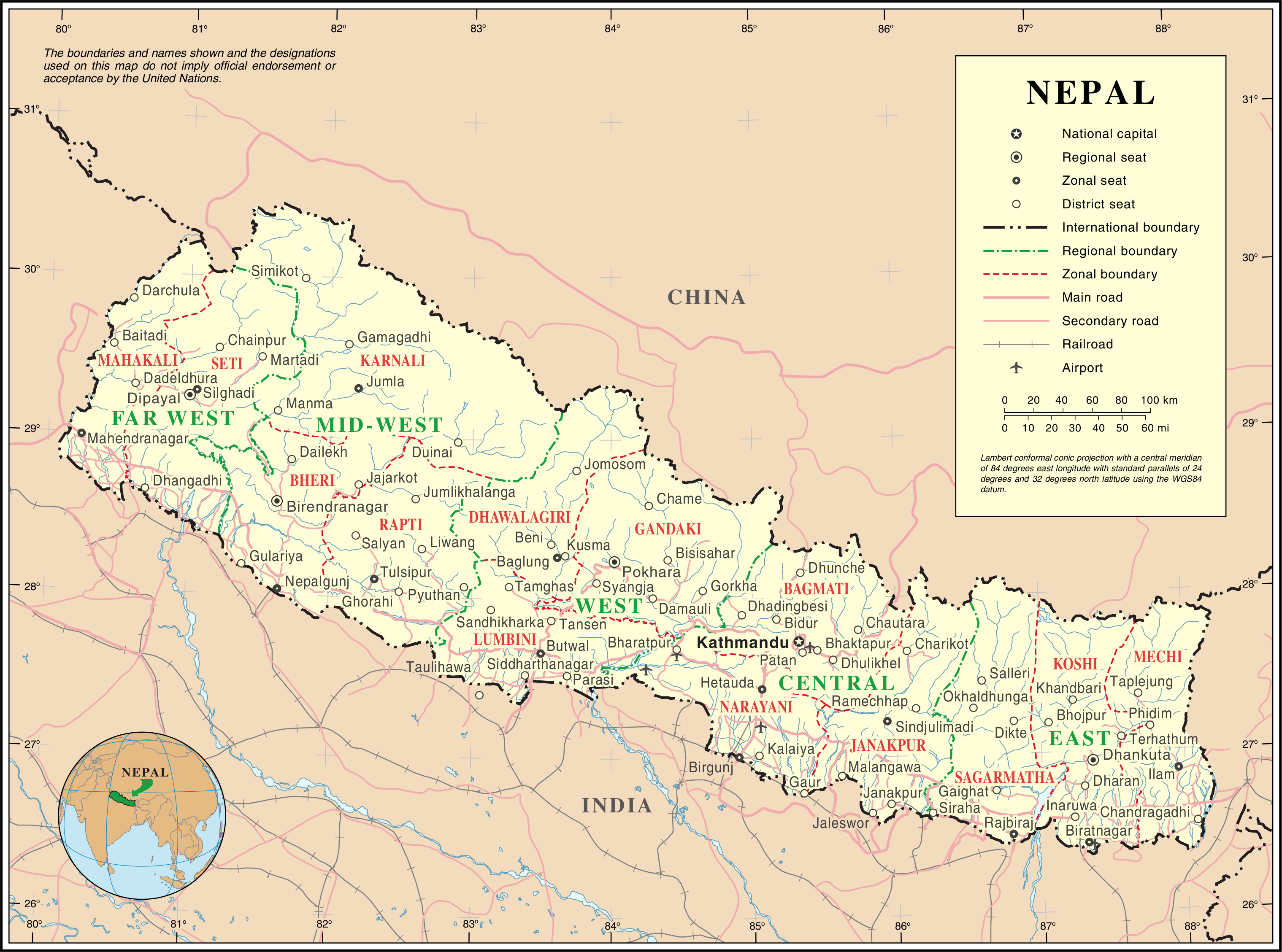
Карта Непала

Республика Непал расположена в Азии между 26° и 30° северной широты и между 80° и 88° восточной долготы. Протяжённость с севера на юг — около 250 км, а с востока на запад — около 800 км.
Непал расположен между двумя самыми населёнными странами мира — Китаем и Индией.
К северу от него находится Тибет — автономный район КНР, а по южной границе, с запада на восток, Непал граничит с индийскими штатами Уттаракханд, Уттар-Прадеш, Бихар, Западная Бенгалия и Сикким.
С севера Непал окружает Большой Гималайский хребет, который знаменит несколькими вершинами выше 8000 м, среди которых Эверест (8848 м) — самая высокая гора на Земле.
Самая низкая точка Непала находится на высоте 70 м над уровнем моря. Более 40 % территории Непала расположено на высоте более 3000 м, так что Непал является самой высокогорной страной мира.

### Рельеф Непала

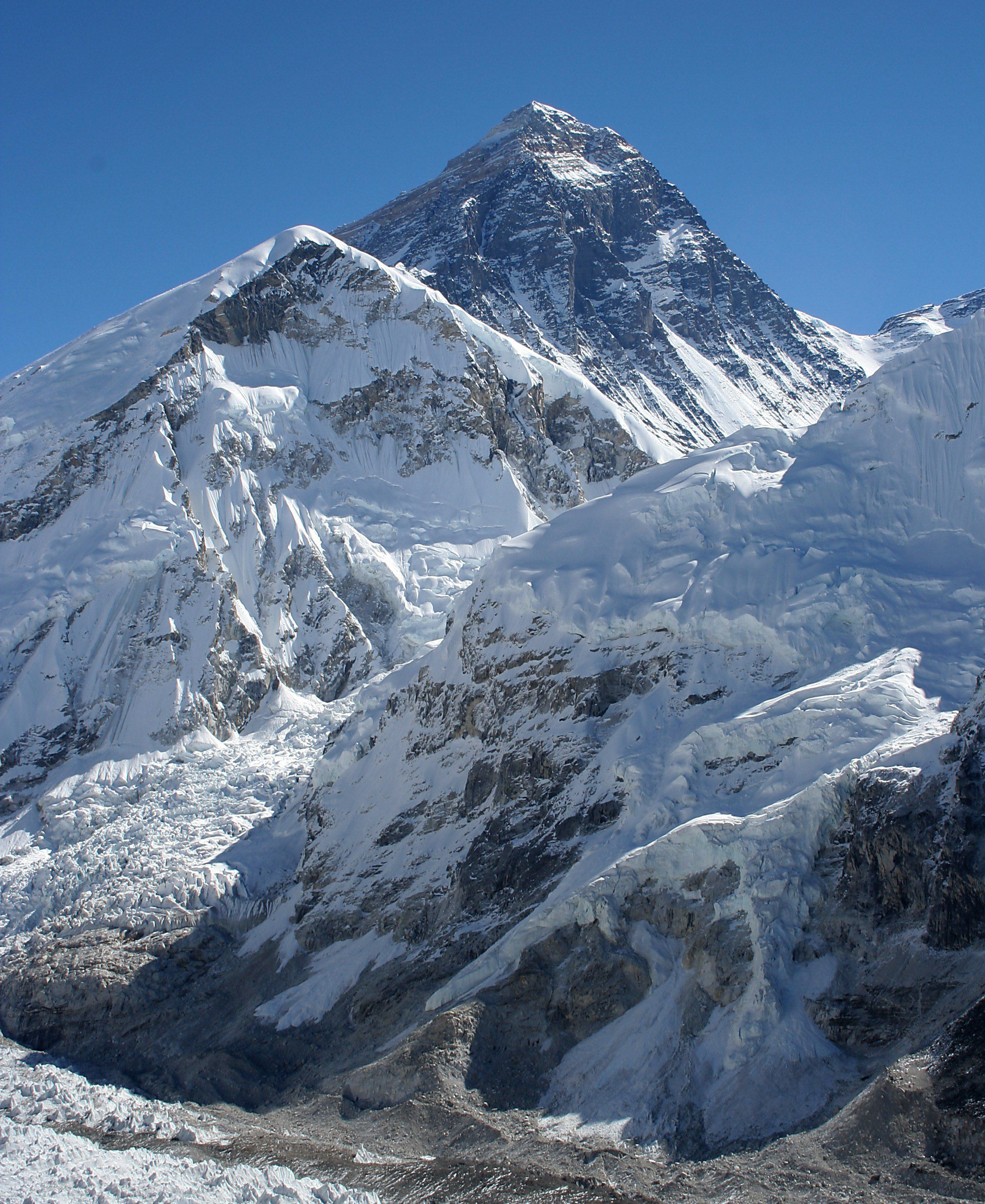
Сагарматха (Эверест) — самая высокая гора в Непале и в мире

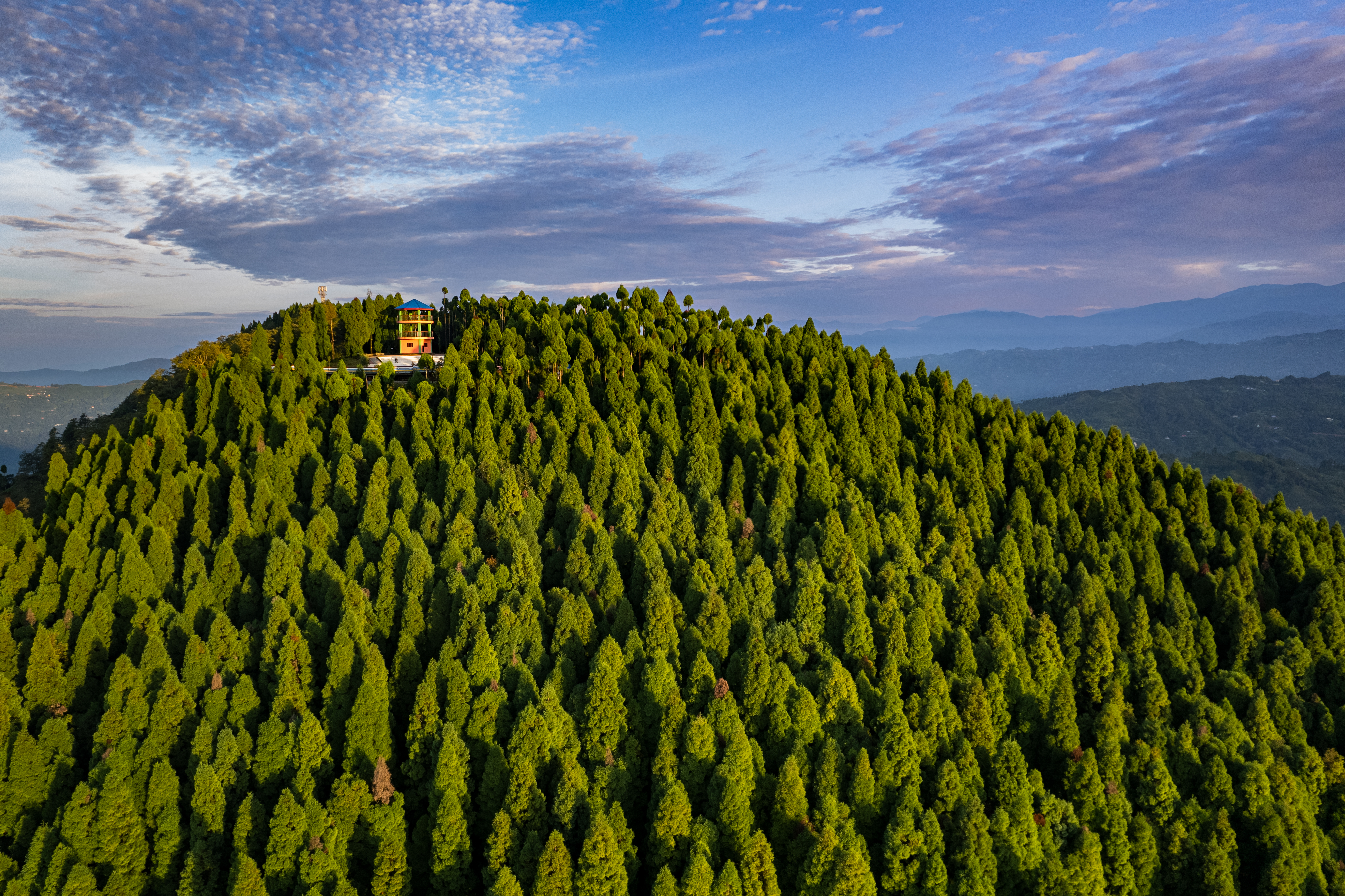
Непальская вершина, покрытая лесом

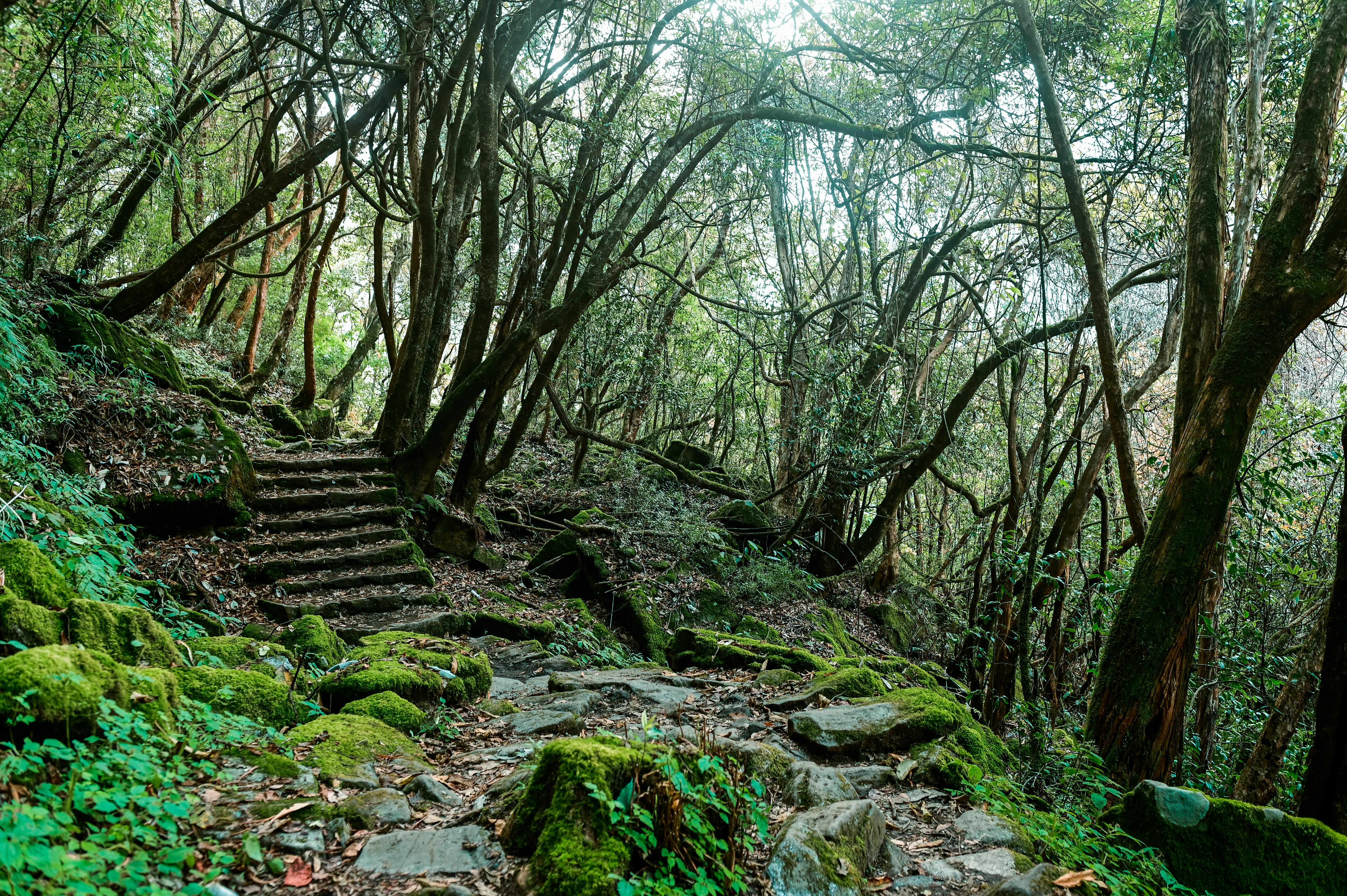
Лиственный лес в Непале (Аннапурна)

Шесть седьмых территории страны заняты хребтами Гималайской горной системы.
Вдоль южной границы неширокой (20—40 км) полосой на высотах 200—250 м над уровнем моря протянулись тераи.
С севера тераи замыкаются полого-холмистой грядой, носящей название Сивалик — это предгорья Гималаев (500—700 м над уровнем моря), нижняя ступень Гималайской горной системы.
Ещё севернее располагается средняя ступень Гималаев — среднегорный хребет Махабхарат, или Малые Гималаи, высотой до 3000 м и шириной до 16 км.
Между Махабхаратом и Главным Гималайским хребтом располагается понижение — внутренняя срединная область (Мидленд, или Пахар-Кханда). Ширина её примерно 25 км, высота — от 600 до 2000 м.
На территории страны снегами покрыто свыше 1300 горных вершин. В Непале находятся восемь из 14 вершин мира, превышающих 8000 м. Среди них и самая высокая точка Непала и мира — гора Эверест (Сагарматха), расположенная на границе с Китаем.
В Непале нередко происходят землетрясения. Последняя серия разрушительных землетрясений случилась в 2015 году и привела к многотысячным жертвам.
В восточной части Непала гребень Главного Гималайского хребта служит государственной границей с Китаем.

### Природные зоны
Территория Непала по своим природно-географическим особенностям разделяется на высотные пояса, тянущиеся с запада на восток вдоль горной системы Гималаев.
- Южный тропический пояс до высоты 1900 м над уровнем моря (Тераи, Сивалик и нижняя часть склонов Махабхарата). Средняя температура июля +27…+30 °C, января +15…+17 °C. Летом — частые наводнения, зимой — засухи. Тераи ранее были покрыты тропическими джунглями, но к нашим дням многие леса сведены на нет, сменившись возделываемыми полями. Джунгли сохранились у подножий и на склонах Сивалика, особенно в восточной его части.
- Субтропический горный пояс (1200—1900 м). Покрыт широколиственными лесами (дуб, каштан, клён, граб, ильм, а также магнолии, рододендрон, камфарное и лавровое деревья, баньян, горный бамбук, орхидеи).
- Горный умеренный пояс (1900—2800 м). Лиственные леса.
- Умеренно холодный пояс (3000—4000 м). Лиственные деревья постепенно вытесняются хвойными (серебристая ель, голубая сосна, лиственница, древовидный можжевельник, гималайский кедр, выше — пихта).
- Альпийские луга (4000—5200 м).
- Ледяная зона (выше 5200 м).

### Национальные парки
- Национальный парк Сагарматха — находится на северо-востоке от столицы Катманду. Статус Национального парка присвоен в июле 1976 года. Территория охватывает 1148 км² экологической зоны Гималаев. Парк — объект Всемирного наследия ЮНЕСКО № 120. Сагарматха — местное название Эвереста, который находится на северной границе национального парка. Самый простой способ добраться в парк — перелёт из Катманду в Луклу. Для пребывания в парке необходимо заплатить таксу в размере 10 $. С вершины Калапатар открывается панорама на Эверест.
- Национальный парк Аннапурны — находится в центральной части Непала, в 180 км западнее Катманду. На территории парка находятся высочайшие вершины — Аннапурна и Дхаулагири, разделённые самой глубокой на планете долиной Кали-Гандаки. Сама долина геологически старше Гималаев, и на её дне можно найти окаменелости моллюсков. В долине Кали-Гандаки выращивают яблоки сорта Джомсом, высоко ценящиеся за свои вкусовые качества. Эти яблоки экспортируют в Англию для королевского двора.
- Королевский национальный парк Читван (Chitwan) — находится в 200 км от столицы Катманду. Парк — объект Всемирного наследия ЮНЕСКО № 284, до 1970-х годов являлся охотничьими угодьями королей и тщательно охранялся, в связи с чем избежал уничтожения фауны браконьерами. Парк интересен тем, что на его территории обитают азиатские носороги (почти полностью истреблённые в соседней Индии), бенгальские тигры, крокодилы (машмага — местное название крокодила), кайманы и другие интересные животные. В Читване организуется сафари (под этим словом сегодня в Непале понимается не охота, а просто поездка) на слонах. Это даёт возможность зайти в непроходимые джунгли и приблизиться к носорогам на расстояние менее 10 м.

## История

### Древний период
Некогда долина Катманду лежала на дне огромного горного озера. После землетрясения вода озера сошла (согласно легенде бодхисаттва Манджушри рассёк воду магическим мечом, по другой легенде это был Кришна, который с помощью посоха образовал Чобарское ущелье, через которое ушла вода), и долина была заселена многочисленными людьми из окрестных регионов, образовавшими народ невари. Долина отличалась высокой плодородностью, а население — большими талантами в искусстве и ремёслах, и стала знаменита по всей восточной Азии.
Непал переживал эпохи расцвета и падения. Ещё до нашей эры в Непал пришёл буддизм, и Непал являлся оплотом буддизма во всём гималайском регионе, а также важным перевалочным пунктом на торговых путях между Индией, Тибетом и Китаем.

### Королевство Непал
Расцвет Непала произошёл во время неварской династии Малла в XIII—XVII веках, оставившей наиболее заметный след в истории Непала обилием сохранившихся по сей день великолепных архитектурных памятников, в значительной степени сформировавших облик страны в глазах остального мира. Недаром эпоха правления Малла носит название «Золотая Эра».
В 1768 году король царства Горкха, Притви Нараян Шах, завоевал долину Катманду и перенёс свою столицу в город Катманду. Таким образом было положено начало правление в Непале династии Шах. Хотя в традиционном русском переводе титул владык Непала всегда переводился как «король», но в оригинале он звучит как «шах-ин-шах» (шах среди шахов) — аналогично, как и традиционный титул владык Ирана и других стран Востока.
В 1814—1816 гг. произошла Англо-непальская война. Мирный договор в основном определил современные границы Непала, и сделал государство зависимым от британской короны.
15 сентября 1846 года заговорщики во главе с Джанг Бахадуром — молодым честолюбивым и жестоким аристократом из касты Чхетри на западе Непала — совершили кровавый дворцовый переворот, названный «Резнёй в Кот».
В течение более столетия династия премьер-министров Рана управляла страной, и хотя это время характеризуется изоляцией страны и стагнацией почти во всех областях жизни, Непал сумел сохранить свою независимость, попав в положение полуколонии Британской империи. 1 января 1923 года был заключён договор «о дружбе» с Великобританией, страна получила формальную независимость.
В конце 1950 года король Трибхуван покинул свой дворец, укрывшись в посольстве Индии, откуда он затем бежал в Индию. В это время сторонники недавно созданной политической партии Непальский Национальный Конгресс (ННК) захватили власть в большей части тераев и сформировали Временное правительство в пограничном с Индией городке Биргандже. В Непале начались столкновения сторонников ННК и династии Рана, в ходе которых ни одна сила не достигла решающего перевеса. Тогда вмешалась Индия, и предложенный ею план урегулирования был принят обеими сторонами. В соответствии с этим планом, король Трибхуван вернулся в столицу в 1951 году и сформировал новое правительство, включающее как сторонников Рана, так и представителей ННК. С вековой изоляцией страны было покончено: Непал установил отношения со многими государствами мира.
В 1955 году король Трибхуван умер (его именем назван, в частности, столичный аэропорт), и на престол вступил его сын Махендра. Он провозгласил новую конституцию, в соответствии с которой в 1959 году в Непале устанавливалась парламентская система. Однако спустя 3 года, в 1962, король Махендра признал данный «эксперимент» неудавшимся и распустил парламент. 16 мая 1962 года появилась новая конституция, в соответствии с которой Непал снова переходил к абсолютной монархии. Как следствие, премьер-министр и члены парламента были арестованы и подвергнуты репрессиям, а в Непале последующие 18 лет сохранялась абсолютная монархия.
В 1972 году король Махендра умер, и на престол вступил его сын Бирендра, получивший блестящее образование в Итоне и Гарварде. Продемократические движения среди студентов подтолкнули нового короля к решению провести референдум в мае 1980 года, на который выносился вопрос о характере будущего непальского правительства. Непальцам было предложено 2 варианта: сохранение абсолютной монархии при проведении демократических реформ и переход к многопартийной системе. Тогда на референдуме победил монархический строй, однако перевес был небольшим.
Вместе с тем, население, в большинстве своём ожидавшее немедленного улучшения жизни после введения демократии, быстро разочаровалось в правящей партии, в стране опять начались массовые беспорядки, и правительство было вынуждено назначить досрочные выборы в 1994 году. На этих выборах победу одержала Объединённая Коммунистическая партия (марксистско-ленинская) под руководством Ман Мохан Адхикари. Создалась уникальная политическая ситуация: правительство, сформированное коммунистами, при теократической монархии (Непал — одна из немногих стран, в которых индуизм провозглашён государственной религией). Однако эта ситуация продолжалась недолго: уже в сентябре 1995 года правительство коммунистов получило вотум недоверия и вынуждено было уйти в отставку, и к власти пришла трёхпартийная коалиция из ННК, правой партии Растрия Праджатантра и проиндийской партии Непал Сабдхавана.

### Падение монархии
13 февраля 1996 года «Народная непальская армия» (фактически, крайне немногочисленные и плохо вооружённые партизаны), вооружённое крыло Коммунистической партии Непала (маоисты), начала так называемую «продолжительную Народную войну» (специфический маоистский термин). Однако маоисты получили поддержку местных крестьян, которые стали сотнями вступать в партизанские отряды. Повстанческое движение расширялось, захватывая всё новые территории.
Политическая нестабильность в стране особенно усилилась с июня 2001 года, когда наследный принц Дипендра расстрелял всю свою семью и застрелился сам, при этом погиб король Бирендра и почти все члены королевской семьи. Причиной трагедии явилось то, что Дипендра был с 1990 года в любовной связи с Девиани Раной, с которой он познакомился во время учёбы в Лондоне. Традиционно род непальских аристократов Рана до 1951 года давал потомственных премьер-министров страны и являлся конкурентом королевского рода за власть в Непале, и королевская семья была категорически против этой женитьбы. На трон вступил очень непопулярный в стране брат убитого короля Гьянендра. По стране поползли слухи, что именно он, якобы, был причастен к трагедии. Сразу после смены власти в стране начались массовые беспорядки, обострившие и без того сложную обстановку.
Пытаясь стабилизировать её, Гьянендра прибег к ряду непопулярных мер, вплоть до запрета политических партий и роспуска правительства, перемежая активные военные действия против маоистов с переговорами. Между тем маоисты взяли под свой контроль значительную часть территории Непала, тогда как правительственные войска прочно удерживали долину Катманду, окрестности Покхары, наиболее населённую часть тераев и районы основных туристских маршрутов в окрестностях Эвереста и Аннапурны.
В 2005 король фактически распустил парламент.
В связи с усилением боевых действий стал сокращаться туристический поток и к 2005 году упал в пять раз, что ударило по экономике Непала. Вместе с тем маоисты подчёркивали, что они не ведут войну против туристов. За всё время боевых действий не погиб ни один иностранный турист. Более того, маоисты поощряли иностранный туризм по контролируемым ими территориям. На въезде туристы платили «революционный налог», приблизительно два доллара в день с человека, им выдавали квитанцию. В случае задержки похода при выходе с территории они доплачивали разницу за дополнительные дни сверх сроков, отмеченных в квитанции.
Выступая против авторитарных мер со стороны короля, ведущие политические партии заключили союз с маоистами Непала.
В апреле 2006 года в стране началась всеобщая забастовка.
11 июля 2006 парламент Непала лишил короля Гьянендру права накладывать вето на законы и законопроекты. За месяц до этого депутаты единодушно отобрали у короля должность верховного главнокомандующего армией, лишили иммунитета (его стало можно отдать под суд), а также обязали платить налоги. Тем самым парламент полностью исключил его из политической системы страны. Кроме того, депутаты постановили отныне считать Непал светским государством, отобрав таким образом у Гьянендры титул «воплощения бога Вишну». Было сформировано коалиционное правительство.
21 ноября 2006 правительство из семи партий заключило мир с маоистами, объявив о завершении гражданской войны. По условиям этой сделки маоисты согласились сложить оружие в обмен на их интеграцию в ряды регулярной армии и правительственной администрации. За это премьер-министр Гириджа Прасад Койрала, в мае 2006 года ставший главной фигурой в стране, пообещал отдать маоистам 73 из 330 депутатских мест в новом парламенте.

### Период республики
14 января 2007 года парламент принял временную конституцию, по которой король лишился статуса главы государства и властные функции передались премьер-министру. При этом маоисты добились увеличения представительства в парламенте до 83 мест, стали крупнейшей оппозиционной партией и получили места в кабинете министров. Непальский национальный конгресс во главе с премьер-министром получил 85 мест.
На 20 июня 2007 года в стране были назначены выборы в Конституционную Ассамблею. Партия «Непальский конгресс» — сторонники премьер-министра Койралы — считали, что Непал должен быть конституционной монархией, а король должен быть помещён под бессрочный домашний арест за подавление народных демонстраций. Одновременно на севере Непала вооружённые отряды маоистов сдали оружие в специальные хранилища, которые контролировались международными наблюдателями. Приём оружия осуществляла специальная комиссия, которую составляют сотрудники ООН и ветераны британских войск специального назначения из гуркхов.
Выборы были перенесены на 22 ноября 2007 года. На первом заседании депутаты Конституционной Ассамблеи должны были бы решить судьбу монархии в Непале. Хотя во временную конституцию в апреле 2007 принята поправка, позволяющая сделать это непосредственно парламенту до выборов в Конституционную Ассамблею, в случае, если король будет препятствовать их проведению. После этого депутатам Конституционной Ассамблеи предстояло выработать текст нового основного закона страны. Маоисты настаивали на окончательном превращении Непала в парламентскую республику. В сентябре маоисты выдвинули требование о провозглашении республики и замене смешанной системы голосования на пропорциональную на внеочередной сессии временного парламента 11 октября 2007 года. 5 октября в очередной раз на неопределённый срок были отложены выборы в Конституционную Ассамблею. Голосование по вопросу провозглашения республики и замены выборной системы из-за вмешательства промонархических сил (Непальский Конгресс, Объединённая марксистско-ленинская компартия Непала) трижды переносились: сначала на 14 октября, потом на 16 октября и последний раз на 29 октября 2007 года. 4 ноября внеочередная сессия завершилась. Большинством голосов было решено поручить правительству разработать проект дополнений в конституцию, позволяющих провозгласить Непал республикой, а также изменить выборную систему со смешанной (50 % + 50 %) на пропорциональную, для рассмотрения на очередной сессии парламента, которая открылась 19 ноября 2007 года, но через 11 минут после открытия следующее заседание было отложено до 29 ноября.
Несмотря на принятие на съезде 22—23 сентября 2007 года партией «Непальский конгресс» решения голосовать на Конституционной Ассамблее за установление республики, эта партия во главе с премьер-министром Гириджей Коиралой являлась препятствием к установлению республиканского строя в стране. Некоторые члены партии открыто заявляли, что будут игнорировать решения внеочередной сессии парламента от 4 ноября 2007 года о разработке законодательства, позволяющего провозгласить республику на текущей сессии парламента. Маоисты же поставили во главу угла вопрос о республике и пропорциональной выборной системе — пока «Непальский конгресс» будет препятствовать провозглашению республики и изменению выборной системы, маоисты будут препятствовать решению вопроса о назначении выборов в Конституционную ассамблею.
28 декабря 2007 года временный парламент провозгласил Непал демократической федеративной республикой. Решение подлежало утверждению Конституционной ассамблеи. До тех пор король Непала Гьянендра Бир Бикрам Шах Дев, лишённый реальной власти, продолжал жить в царском дворце.
10 апреля 2008 года были проведены выборы в Конституционную ассамблею, которая, будучи временным органом власти (парламентом), должна была за два года подготовить Конституцию, на основе которой и планировалось провести последующие выборы. Коммунистическая партия Непала (маоистская) получила 220 мест из 601, и её лидер Пушпа Камал Дахала (более известный как «товарищ Прачанда») возглавил правительство, которое имело в своём составе маоистскую Компартию, Коммунистическую партию (объединённую марксистско-ленинскую) и депутатов от «Мадхеси Джана Адхикар Форум».
28 мая 2008 года в 23:26 по местному времени Учредительное Собрание Непала 560 голосами против 4 (члены монархической Раштрия Праджантра Парти) провозгласило Непал федеративной демократической республикой. Было установлено, что исполнительную власть возглавит премьер-министр. В бывшем королевском дворце ныне размещён музей.
Вскоре Пушпа Камал Дахал ушёл в отставку, причиной которой было нарушение главнокомандующим непальскими вооружёнными силами генералом Рукмангуда Катавала мирных соглашений — он отказался интегрировать бывших маоистских партизан в состав армии.
Новое коалиционное правительство сформировала Коммунистическая партия Непала (объединённая марксистско-ленинская), имевшая третью по величине фракцию в парламенте (103 мандата из 601), и оно, в свою очередь, ушло в отставку в июне 2010 года. Тем не менее избрать нового премьер-министра парламенту не удавалось долгое время и правительство продолжало функционировать в качестве «исполняющего обязанности». 10 февраля 2014 года новым премьер-министром был избран Сушил Коирала.
В мае 2010 года истёк 2-летний срок, за который планировалось подготовить Конституцию, что не было сделано. Поэтому срок полномочий Конституционной ассамблеи был продлён. В июне 2015 года политическими лидерами было достигнуто соглашение по новой Конституции Непала.
Распределение мест в парламенте (Учредительном собрании / Конституционной ассамблее) по состоянию на 2013 год.
| Партия                                                              | Мест |
| ------------------------------------------------------------------- | ---- |
| «Непальский конгресс»                                               | 196  |
| Коммунистическая партия Непала (объединённая марксистско-ленинская) | 175  |
| Коммунистическая партия Непала (маоистская)                         | 80   |
| Национал-Демократическая партия Непала                              | 24   |
| Прочие                                                              | 126  |

В 2015 году в стране произошло землетрясение, повлёкшее многочисленные разрушения.
Осенью 2015 года ключевые посты президента и премьер-министра заняли представители Коммунистической партии Непала (объединённой марксистско-ленинской). В августе 2016 года правительство возглавил председатель Коммунистической партии Непала (Маоистский Центр) Пушпа Камал Дахал.
На парламентских выборах в ноябре-декабре 2017 года в Палату Представителей и феврале 2018 года в Национальную ассамблею победу одержала Коммунистическая партия Непала (объединённая марксистско-ленинская). После выборов 15 февраля председатель Коммунистической партии Непала (объединённой марксистско-ленинской) Кхадга Прасад Шарма Оли возглавил правительство.
14 июля 2021 года правительство возглавил председатель Непальского конгресса Шер Бахадур Деуба.

## Население
| 1911        | 1920        | 1930        | 1941        | 1952        | 1952        | 1960        | 1961        | 1961        | 1962        | 1963        | 1964        |
| ----------- | ----------- | ----------- | ----------- | ----------- | ----------- | ----------- | ----------- | ----------- | ----------- | ----------- | ----------- |
| 5 638 479   | ↘5 573 588  | ↘5 532 574  | ↗6 238 649  | ↗8 325 079  | ↘8 256 625  | ↗9 544 938  | ↗9 710 150  | ↘9 412 996  | ↗9 881 783  | ↗10 060 686 | ↗10 247 834 |
| 1965        | 1966        | 1967        | 1968        | 1969        | 1970        | 1971        | 1971        | 1972        | 1973        | 1974        | 1975        |
| ↗10 443 932 | ↗10 649 467 | ↗10 864 396 | ↗11 088 215 | ↗11 320 100 | ↗11 559 455 | ↗11 806 296 | ↘11 556 983 | ↗12 060 891 | ↗12 323 203 | ↗12 593 223 | ↗12 871 016 |
| 1976        | 1977        | 1978        | 1979        | 1980        | 1981        | 1981        | 1982        | 1983        | 1984        | 1985        | 1986        |
| ↗13 156 441 | ↗13 449 680 | ↗13 751 522 | ↗14 063 010 | ↗14 384 864 | ↗14 718 228 | ↗15 022 839 | ↗15 062 998 | ↗15 417 207 | ↗15 778 051 | ↗16 143 975 | ↗16 513 244 |
| 1987        | 1988        | 1989        | 1990        | 1991        | 1992        | 1993        | 1994        | 1995        | 1996        | 1997        | 1998        |
| ↗16 887 696 | ↗17 273 606 | ↗17 679 536 | ↗18 111 200 | ↗18 569 445 | ↗19 050 879 | ↗19 551 500 | ↗20 065 413 | ↗20 587 157 | ↗21 115 271 | ↗21 647 305 | ↗22 175 431 |
| 1999        | 2000        | 2001        | 2001        | 2002        | 2003        | 2004        | 2005        | 2006        | 2007        | 2008        | 2009        |
| ↗22 690 158 | ↗23 184 177 | ↗23 655 119 | ↘23 151 423 | ↗24 102 862 | ↗24 525 527 | ↗24 921 910 | ↗25 292 058 | ↗25 634 043 | ↗25 950 022 | ↗26 249 412 | ↗26 544 943 |
| 2010        | 2011        | 2011        | 2012        | 2013        | 2020        | 2021        |             |             |             |             |             |
| ↗26 846 016 | ↗27 156 367 | ↘26 494 504 | ↗27 474 377 | ↗27 797 457 | ↗30 327 877 | ↘29 164 578 |             |             |             |             |             |

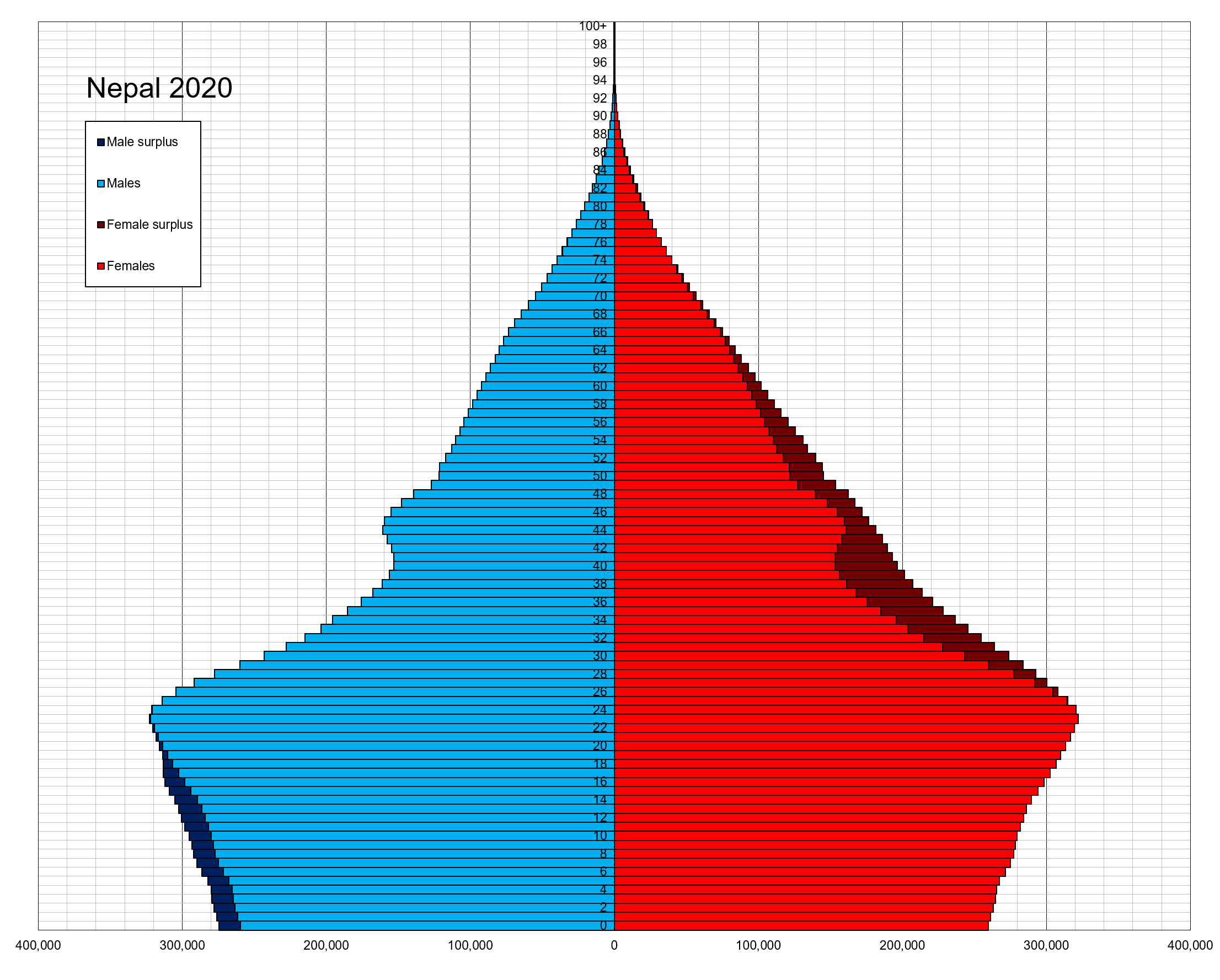
Возрастно-половая пирамида населения Непала на 2020 год

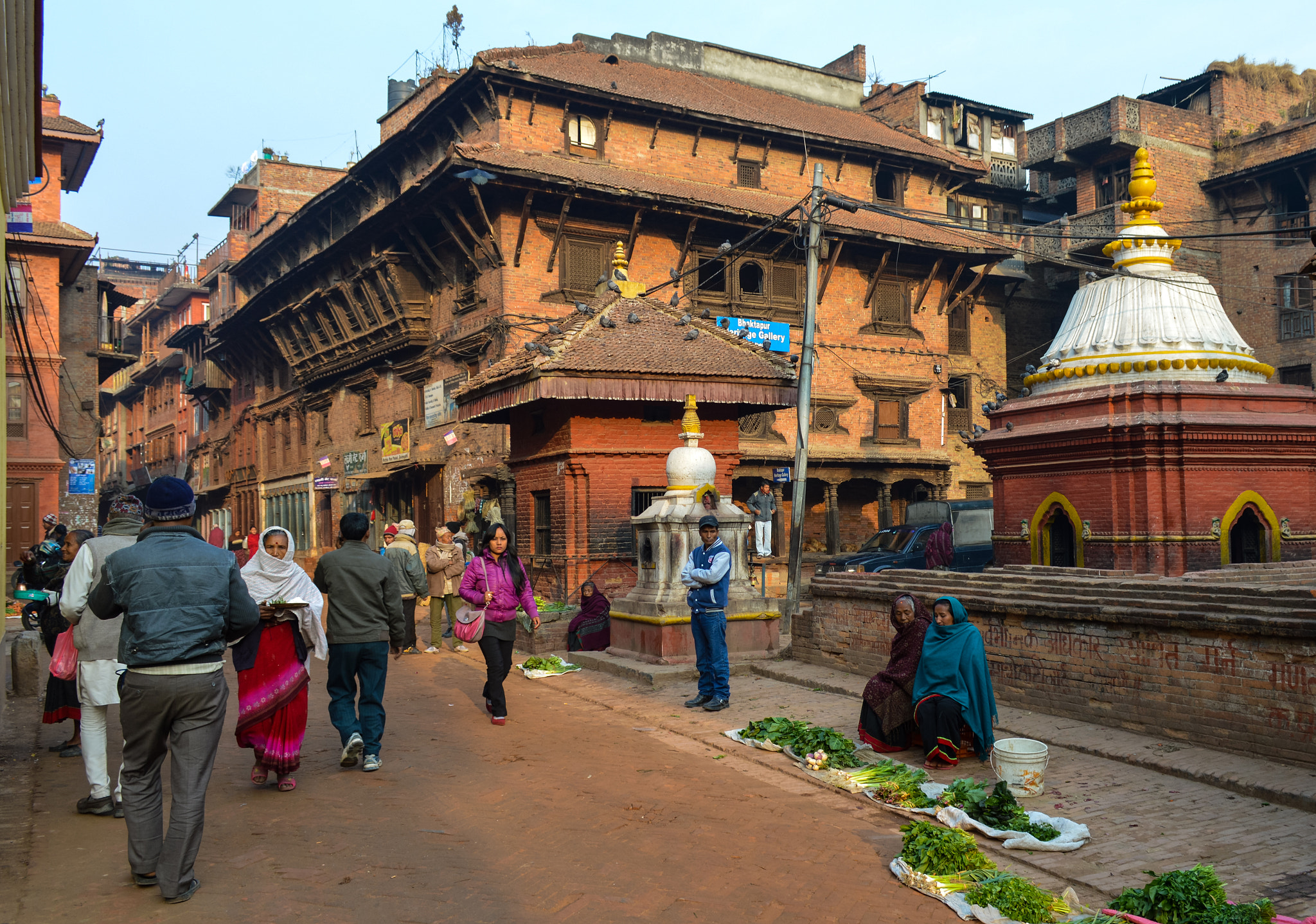
Улицы непальского города Бхактапур

- Численность населения — 30 430 267 чел (оценка на 2014 год)
- Годовой прирост — 1,4 % (фертильность — 2,5 рождений на женщину)
- Средняя продолжительность жизни — 64,6 года у мужчин, 67 лет у женщин
- Заражённость ВИЧ — 0,5 % (оценка на 2007 год)
- Городское население — 17 %
- Грамотность — 62,7 % мужчин, 34,9 % женщин (по переписи 2001 года)

В культурно-этническом отношении Непал представляет собой смешение около сотни народностей и каст. Границы каст, как правило, прозрачные, а принадлежность к тем или иным кастам зависит ещё от принятой традиции наблюдателя. Население Непала говорит на семидесяти разных языках и диалектах.
«Непальцы, непали» — это
1. название всех граждан Непала;
2. самоназвание, распространившееся среди народов Непала.

### Этнография

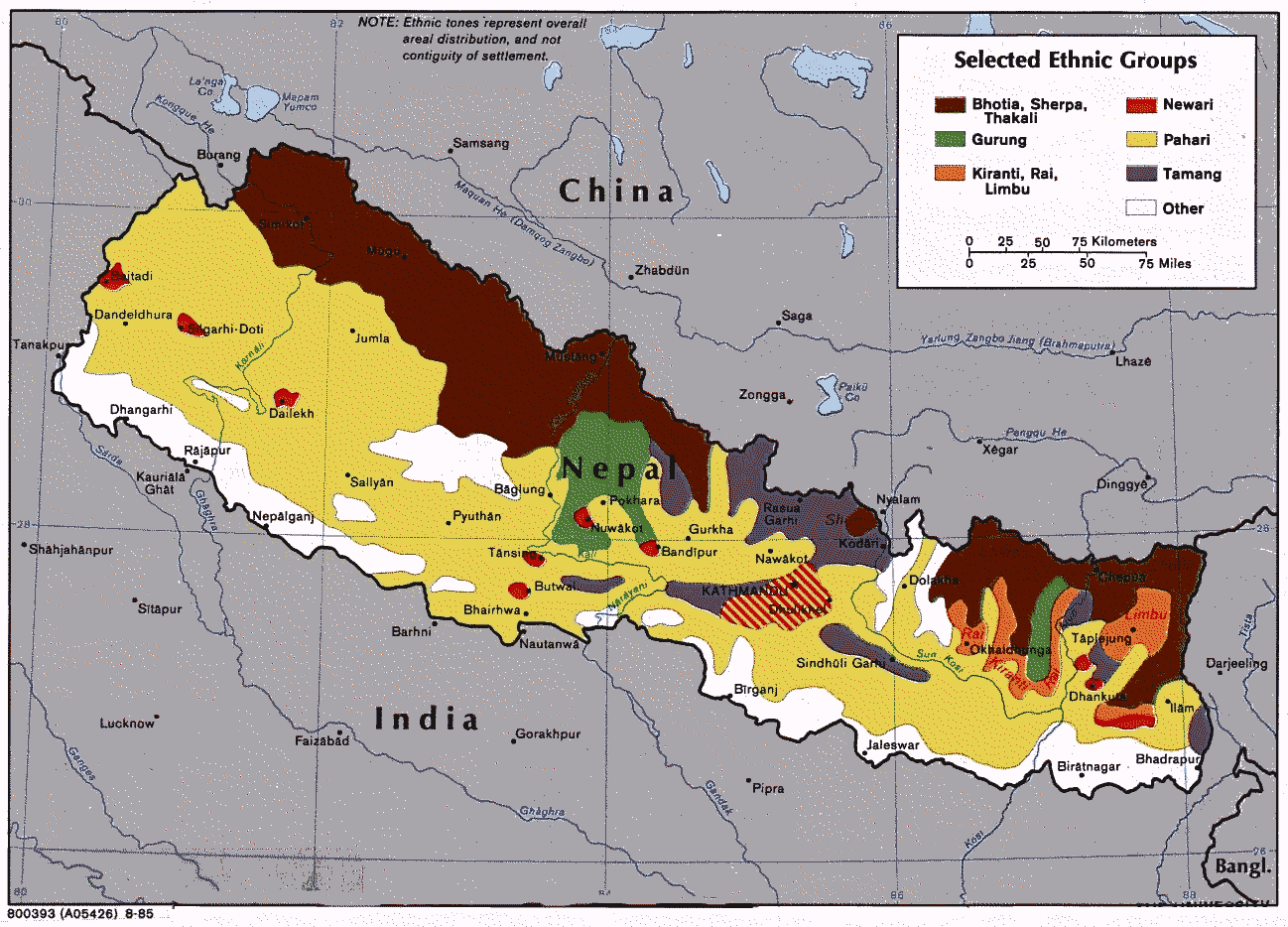
Карта этнических групп Непала

Народы Непала являются носителями преимущественно языков сино-тибетской (тибето-бирманская группа) и индоевропейской языковых семей.
Немало народностей являются беженцами, завоевателями или переселенцами. Так, народность бахуны около 1300 года бежала в Непал с юга от мусульманского вторжения, а народность шерпы примерно 500 лет назад бежала с севера от монголов.
Происхождение некоторых этнических групп неясно, например невари или тхару.
Сведения о наиболее крупных народностях Непала собраны в следующей таблице:
| Народность    | Процент по отношению к населению | Основное место обитания            | языковая группа                |
| ------------- | -------------------------------- | ---------------------------------- | ------------------------------ |
| Непальцы      | 46 %                             | по всей территории                 | индоевропейцы                  |
| Чхетри        | 12,8 %                           | по всей территории                 | индоевропейцы, тибето-бирманцы |
| Горные Бахуны | 12,7 %                           | по всей территории                 | индоевропейцы                  |
| Магары        | 7,1 %                            | средне-западные горы               | тибето-бирманцы                |
| Тхару         | 6,8 %                            | западные тераи                     | индоевропейцы                  |
| Таманги       | 5,6 %                            | долина Катманду и центральные горы | тибето-бирманцы                |
| Невари        | 5,5 %                            | долина Катманду                    | тибето-бирманцы                |

Помимо этого следует упомянуть такие народности, как гурунги, шерпы, лимбу и раи.

### Язык
Для 49 % населения (по переписи 2001 года) родной язык — непали. Другие распространённые языки: майтхили (12,4 %), бходжпури (7,6 %), тхару (5,9 %), таманг (5,2 %), невари (3,6 %) и магар (3,4 %).

### Религия

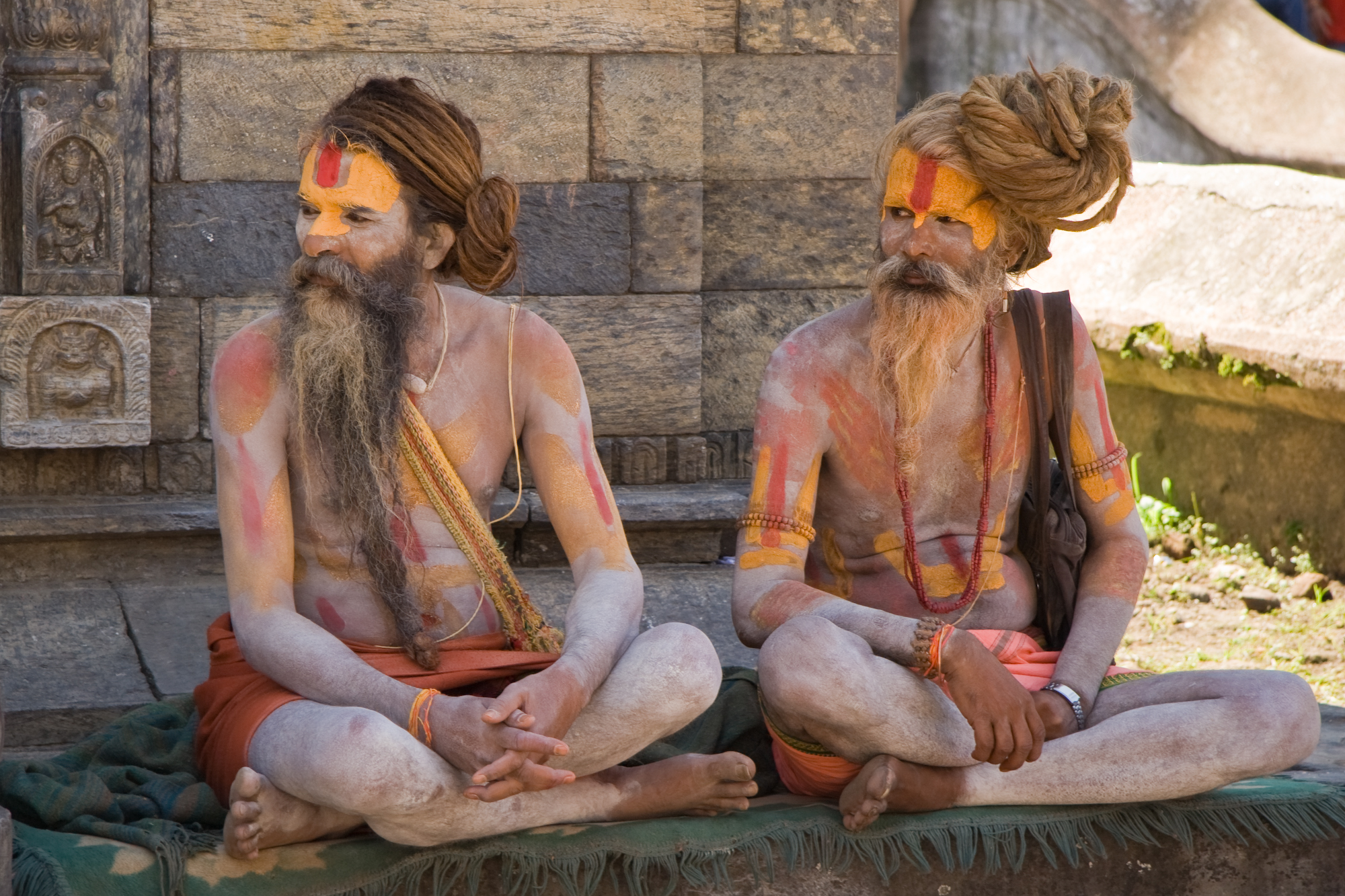
Два садху возле индусского храмового комплекса Пашупатинатх в Катманду

По официальным данным, 80,6 % населения исповедуют индуизм. По независимым оценкам[каким?], фактическое количество приверженцев индуизма составляет лишь 70 %, или даже меньше. Подобное расхождение связано с тем, что существует немало народностей, которые, хотя формально объявляют о своей принадлежности индуизму, в реальности практикуют анимизм или буддизм. Нередко трудно провести чёткую границу, поэтому нельзя говорить о точности оценок. Но, так или иначе, индуизм — доминирующая религия в Непале.
Примерно 10,7 % населения причисляют себя к буддистам, особенно в Королевстве Мустанг. Существуют также меньшинства, исповедующие ислам,  кирант (мандхам — древнее верование народности киратов) и джайнизм и принадлежащие к отдельным анимистическим верованиям.

### Касты
Непальская кастовая система развивалась параллельно с индийской. Известно, что исторический Будда Гаутама Сиддхарта (род. 563 до н. э.) принадлежал к кшатриям — варне воинов. Особенно возросло индийское влияние в Непале во время династии Гуптов (320—500); Непал тогда имел статус «соседского королевства», однако подчинённого Самудрагупте.
Позднее, с X века, многие индуисты (а также многочисленные брахманы) переселялись из Индии в Непал, преимущественно спасаясь от арабского вторжения и внедрения ислама, особенно из северо-восточной Индии. При этом беженцы стремились сохранить исходную культуру и ритуалы.
Чтобы понять непальские кастовые отношения, рассмотрим схематически различные кастовые системы.
Классическая индуистская модель кастовой иерархии
Непальская кастовая система с точки зрения Бахунов и Чхетри
Каста неприкасаемых составляет в Непале около 7 процентов населения.

#### Кастовая система с точки зрения Невари
Исповедующие индуизм Невари, заселяющие исключительно долину Катманду, используют следующую кастовую систему, частично перенятую от неваров-буддистов.
На диаграмме вверху показаны касты по представлениям невари-индуистов, а внизу — невари-буддистов.

### Административное деление
C 2018 года Непал состоит из 7 провинций и 77 районов.

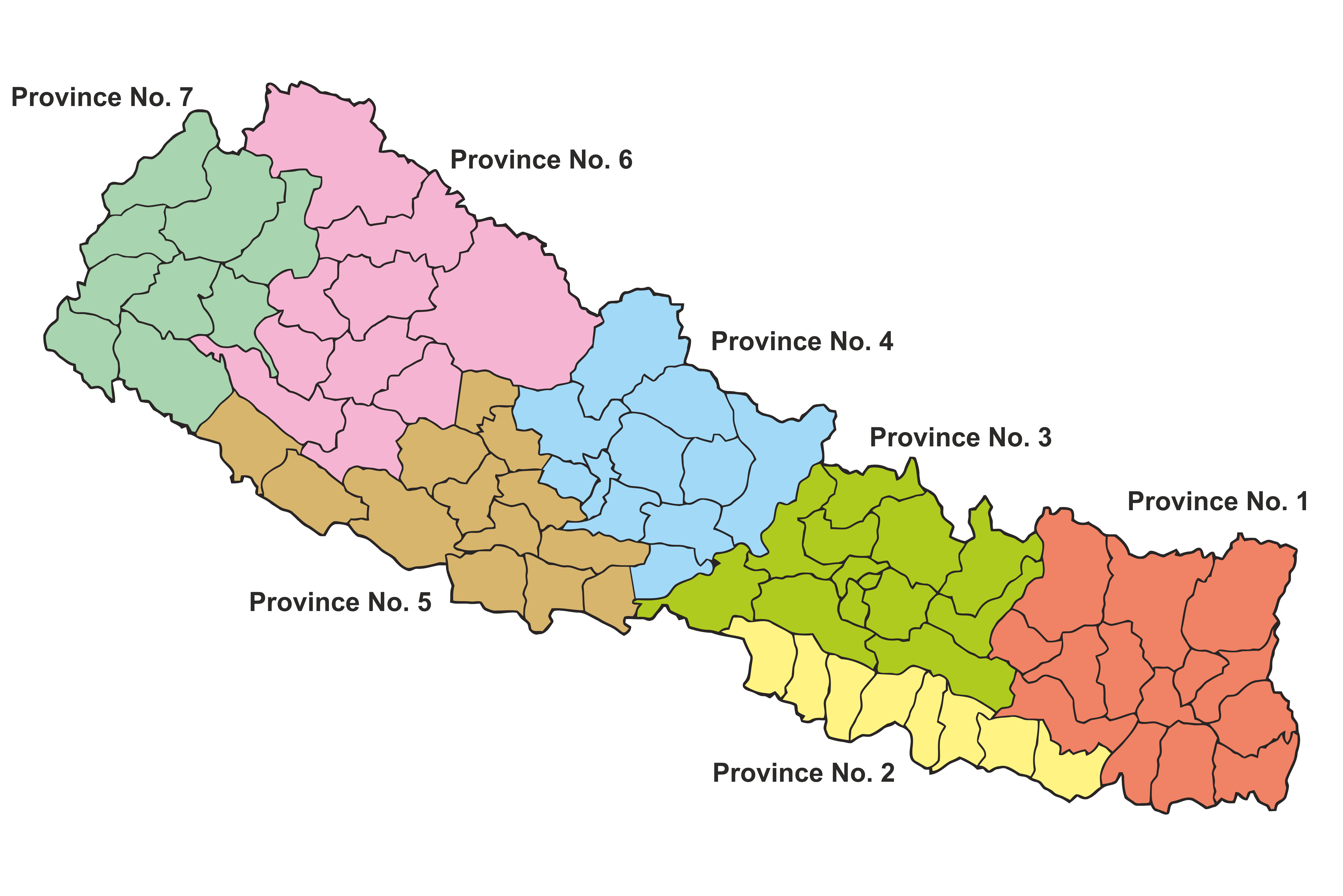
Provinces of Nepal

| № | Провинции          | Адм центры    | Территория (км2) | Население |
| - | ------------------ | ------------- | ---------------- | --------- |
| 1 | Коши               | Биратнагар    | 25 905           | 4 534 943 |
| 2 | Мадхеш             | Джанакпур     | 9 661            | 5 404 145 |
| 3 | Багмати-Прадеш     | Хетауда       | 20 300           | 5 529 452 |
| 4 | Гандаки Прадеш     | Покхара       | 21 504           | 2 413 907 |
| 5 | Лумбини-Прадеш     | Бутавал       | 22 288           | 4 891 025 |
| 6 | Карнали Прадеш     | Бирендранагар | 27 984           | 1 168 515 |
| 7 | Судурпаштин-Прадеш | Дхангадхи     | 19 539           | 2 552 517 |

### Города
Значительную часть населения Непала составляют крестьяне, проживающие в горах и сельской местности. Городское население Непала составляет только 14 %, доля городского населения является одной из самых низких в мире. В последние годы, однако, количество городских жителей стало возрастать — примерно на 3,5 % в год.
До начала 1990-х годов Непал управлялся исключительно из центра. По мере развития демократии и децентрализации коммуны получили самоуправление.
Во всех городах, за исключением Катманду, отсутствуют ресурсы, отчего активизация местного управления приносит больше проблем, чем преимуществ. Структуры земельного управления оказываются фактически ещё более централизированными, что входит в противоречие с коммунальным самоуправлением.
В зависимости от экономического состояния, существуют три уровня самоуправления коммун. В наивысшей компетенции лежит маханагарпалика, к этой категории относится только Катманду. Следующий уровень — упмаханагарпалика, к которой относятся такие города, как Лалитпур (Патан) или Покхара; на нижнем уровне находится нагарпалика.
Три самых крупных города находятся в горах, но большинство коммун находятся в тераях. Остальные коммуны в горах группируются вокруг небольших горных городов, которые за счёт включения в свою черту близлежащих деревень имеют население 20 000 человек.
Значительная часть населения Непала сосредоточена на юге, внизу, на границе с Индией, в тераях. Так как в этой зоне много ровной поверхности, именно там вырастают новые города и посёлки.
В долине Катманду расположена агломерация Катманду-Лалитпур, неподалёку город поменьше Бхактапур, а вокруг небольшие города, которые также несут традиционную неварскую культуру — Тхими, Киртипур, и в небольшом отдалении Банепа, Дхуликхел и Панаоти. В целом долина населена весьма беспорядочно и плотно, общее население долины составляет более полутора миллионов человек.
Второй по населённости горный конгломерат, население которого постоянно растёт — это долина Покхара с городами Покхара и Лекнат, население которых уже превысило двести тысяч человек.
Помимо этих двух долин, в горах существует ещё немало городов поменьше. Их перечень (с востока на запад):
Илам, Дханкута, Бхимесвар, Тансен, Путалибазар, Гхорахи, Тулсипур, Бирендранагар и Дипаял-Силгадхи.
В зоне тераев находятся следующие более крупные города (с востока на запад): Мехинагар, Биратнагар, Дхаран, Итахари, Раджбирадж, Триюга, Джанакпур, Биргандж, Хетауда, Бхаратпур, Рамгар, Бутавал, Сиддхартханагар, Непалгандж, Гулария, Тикапур, Дхангадхи и Махендранагар.
Следует иметь в виду, что в последнее время многие города поменяли название. Так, знаменитый город Горкха официально зовётся Притхивинараян, а старый город-королевство Патан стал официально называться Лалитпур. Старыми именами тем не менее продолжают активно пользоваться.

## Государственное устройство
Согласно временной конституции 2007 года, Непал является парламентской республикой.
По Конституции 2015 года Непал провозглашается государством, ориентированным на строительство социализма.
Согласно Economist Intelligence Unit, страна в 2018 была классифицирована по индексу демократии как гибридный режим.

### Законодательная власть
Палата представителей
- Непальский конгресс (88)
- Марксисты-Ленинисты (79)
- Маоисты (30)
- Национальная независимая партия (21)
- Национал-демократическая партия (14)
- Народно-социалистическая партия (12)
- Единые социалисты (10)
- Джанамат (6)
- Партия народной свободы (4)
- Демократическая социалистическая партия (4)
- Независимые (3)
- Социалистическая партия (2)
- Национальный народный фронт (1)
- Непальская рабоче-крестьянская партия (1)

Национальная ассамблея
- Маоистский центр (18)
- Национальный конгресс (16)
- Марксисты-Ленинисты (11)
- Единые социалисты (8)
- Народные социалисты (3)
- Демократические социалисты (1)
- Национальный народный фронт (1)
- Независимые (1)

### Исполнительная власть (по данным на 2015 год)

#### Президент и вице-президент

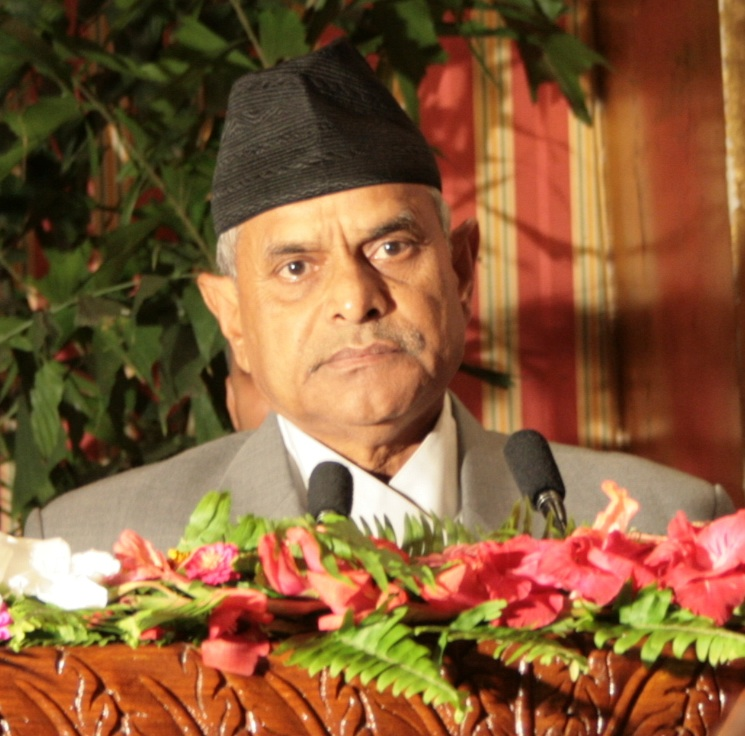
Рам Баран Ядав

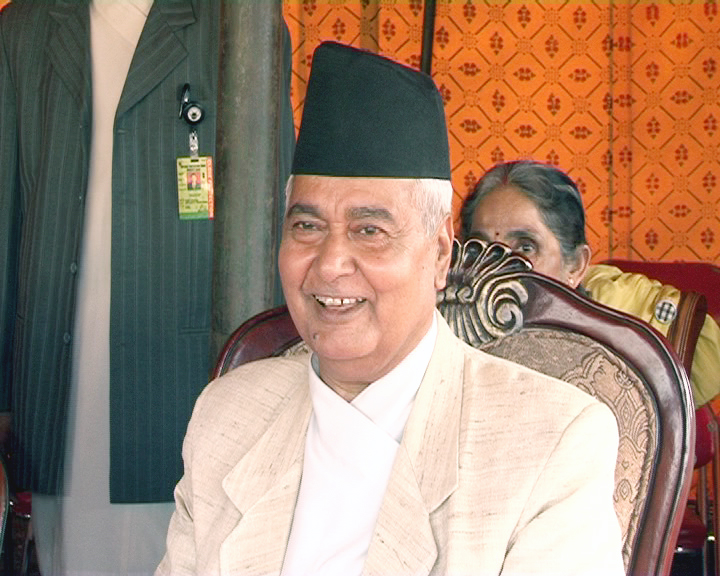
Пармананд Джа

Глава государства — президент. Нынешний президент, Бидхья Деви Бхандари, занимавшая пост вице-председателя правящей Коммунистической партии, избрана в октябре 2015 года парламентом Непала — 327 голосами, её соперник Кул Бахадур Гурунг получил 214 голосов.
В соответствии с Пятой поправкой к Конституции, президент, вице-президент, премьер-министр, председатель Учредительного собрания и заместитель председателя избираются на основе «политического взаимопонимания». В ходе президентских выборов 2008 года стороны не смогли договориться о кандидатах на должность вице-президента, но выборы были признаны состоявшимися. Пармананд Джа от партии «Мадхеси Джана Адхикар Форум» был избран вице-президентом при поддержке Непальского конгресса и Коммунистической партии Непала (объединённой марксистско-ленинской).

#### Правительство

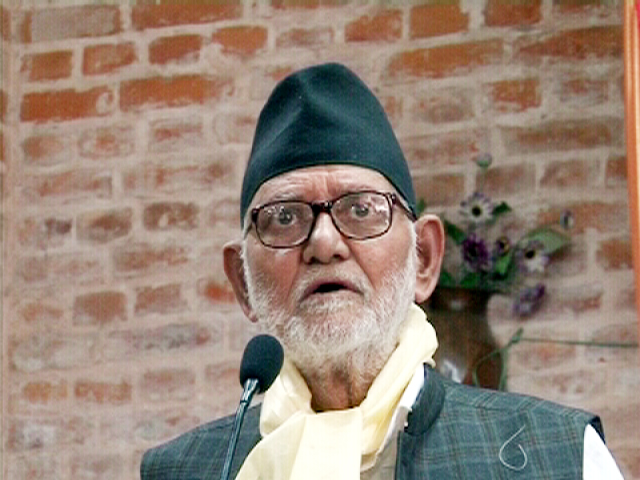
Сушил Коирала

Глава правительства — премьер-министр. 10 февраля 2014 года новым премьер-министром был избран Сушил Коирала. Избрание Коиралы стало возможным в результате достигнутой договорённости между Непальским конгрессом и Коммунистической партией Непала (объединённой марксистско-ленинской), которая согласилась поддержать кандидатуру лидера центристов. Как сказал Коирала: «Сейчас главная задача для Непала — это принятие конституции. Мы постараемся выполнить её в течение года». Кандидатуру Коиралы одобрили 405 из 575 депутатов 2-го Учредительного собрания. С 15 февраля 2018 года новый премьер-министр Оли, Кхадга Прасад Шарма. В правительство входят представители коммунистов и социалистов.

### Судебная власть
В соответствии со статьёй 101 временной Конституции Непала, в стране действуют следующие суды:
- Верховный суд[англ.];
- апелляционные суды;
- районные суды.

Кроме вышеуказанных, также могут быть учреждены специальные суды, судебные учреждения или трибуналы с целью рассмотрения специальных категорий дел, но ни один суд, судебное учреждение или трибунал не должны создаваться для рассмотрения конкретных судебных дел.
Высшим судебным органом Непала является Верховный суд, возглавляемый Главным судьёй. Главного судью Верховного суда назначает президент страны по рекомендации Конституционного совета. Главный судья, в свою очередь, по рекомендации Судебного совета назначает других судей Верховного суда, которых не может быть больше 14. Если такого количества судей оказывается недостаточно, на определённый срок могут быть назначены ad hoc судьи.

### Внешняя политика
Непал не имеет выхода к морю и располагается между двумя своими крупными соседями — Китайской Народной Республикой и Индией. На севере страны Гималаи являются естественной и почти непроходимой границей с Китаем. На юге, востоке и западе Непал окружён Индией. Не имея выхода к морю, Непал попал в зависимость от Индии из-за осуществления через её территорию транзита товаров. Во время существования Британской Индии (1858—1947) Непал следовал политике изоляционизма. Подобная политика была сформирована благодаря тому, что страна частично избежала колонизационных экспансий и сохранила независимость. С середины XIX века, когда Британская империя окончательно покорила Индию, а династия Цин (1644—1911) в Китае находилась в упадке, Непал сумел заключить договорные отношения с Лондоном на наилучших для себя условиях. Сохранив автономию во внутренней политике, Непал получил гарантию того, что Британская империя защитит его в случае возникновения внешней агрессии. Взамен Лондон получал из Непала подразделения солдат-гуркхов, которые стали играть жизненно важную роль для поддержания порядка в Британской Индии.

## Экономика
Непал — одна из беднейших и неразвитых стран мира. ВВП на душу населения (в 2009 году) — 1,2 тыс. долл. (159-е место в мире по версии МВФ). Уровень безработицы — 46 % (в 2008 году).
Основная отрасль экономики — сельское хозяйство (76 % работающих, 35 % ВВП) — рис, кукуруза, зерновые, сахарный тростник, джут, корнеплоды. Мясо-молочное животноводство — буйволы.
Промышленность (6 % работающих, 16 % ВВП) — переработка сельхозпродукции (джут, сахар, табак, зерно), производство ковров, кирпичное производство.
Сфера обслуживания — 18 % работающих, 49 % ВВП.
Основной источник валютных поступлений — иностранный туризм.

### Внешняя торговля
Внешняя торговля почти полностью ориентирована на Индию, причём зависимость Катманду от Нью-Дели в 2000-е годы только росла: если в 2005 году на Индию приходилось 53,7 % экспорта Непала и 47,7 % импорта гималайской страны, то в 2011 году эти показатели составили соответственно 66,4 % и 65,2 %.
Экспорт — 804 млн долл. (в 2017) — текстильные и ткацкие товары, включая одежду — 317 млн долл., продукты питания, в том числе фруктовые соки — 138 млн долл., сельскохозяйственное сырьё (чай, орехи, специи и т. д.) — 95 млн долл., изделия из металла — ок. 70 млн долл. Основные покупатели — Индия (54 %), США (11 %), Турция (6,7 %), Германия (4,1 %).
Импорт — 9,56 млрд долл. (2017) — нефтепродукты, промышленные товары, машины и оборудования, транспортные средства, металлические полуфабрикаты, золото, электроника, медикаменты. Основные поставщики — Индия (63 %), Китай (12 %), Германия (2 %).

### Транспорт

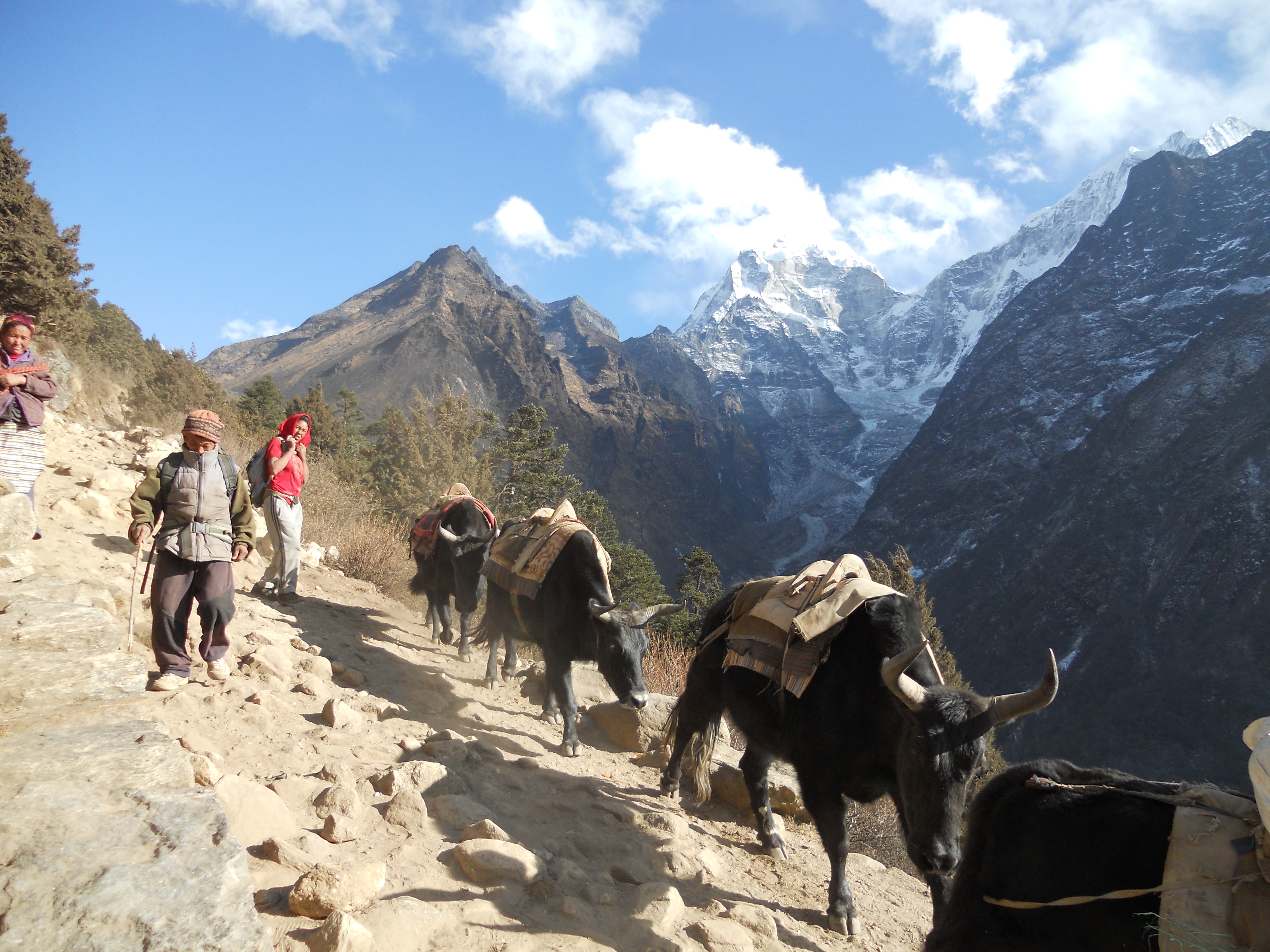
В горных областях Непала в качестве транспорта используются домашние животные

Непал остаётся достаточно изолированным от основных мировых транспортных маршрутов. При этом внутри страны авиационное сообщение достаточно развито: имеется 47 аэропортов, из которых 11 с бетонным покрытием, частота полётов соответствует потребностям. Северные две трети страны имеют горный рельеф, из-за чего строительство и поддержание дорог здесь сопряжено со сложностями и требует больших затрат. В 2007 протяжённость асфальтовых дорог составляла 10142 км, дорог без покрытия — 7140 км. В 2018 году на юге страны имелось две железнодорожные линии суммарной протяжённостью 34 км.
Более трети населения Непала проживает в пределах двух часов пешего хода до какой-либо всесезонной дороги. Только недавно дороги соединили все административные центры со столицей страны Катманду. В 2009 году около 60 % дорог являлись просёлочными и непроходимыми в сезон дождей. Морское сообщение Катманду осуществляется через порт индийской Калькутты. Из-за плохого состояния дорог доступ непальцев к рынкам, школам и больницам затруднён.